# Florian Geyer
Florian Geyer von Giebelstadt (1490 circa – 10 giugno 1525) è stato un generale tedesco durante la guerra dei contadini.

## Biografia
Fu a capo di lanzichenecchi al servizio della Lega Sveva contro il duca Ulrico di Württemberg e Götz von Berlichingen; fece quindi parte della cerchia del gran maestro dell'Ordine Teutonico, Alberto di Hohenzollern, e per incarico di questi fu alla corte di Carlo V e in Danimarca.
Convertitosi alla Riforma, Geyer, come molti cavalieri, originariamente si schierò con Lutero contro la gerarchia cattolica durante la Riforma protestante in Germania nel XVI secolo. Quando scoppiò la guerra dei contadini tedeschi, stimolata dagli insegnamenti di Martin Lutero, i protestanti tedeschi furono divisi secondo le classi. Contadini protestanti e minatori d'argento, guidati da Thomas Müntzer, iniziarono a prendere in mano fattorie e miniere.
Geyer si pose dalla parte dei ribelli durante la guerra dei contadini (1525), che insieme a una manciata di cavalieri di basso grado dissidenti e diverse centinaia di miliziani addestrati frettolosamente, fondò la Compagnia Nera, che era probabilmente l'unica divisione di cavalleria pesante nella storia europea a combattere al fianco dei contadini, e fu comandante della regione del fiume Tauber, in Franconia: non è chiaro tuttavia fino a che punto accettasse i programmi più radicali espressi nella rivolta. Tuttavia egli divenne un eroe popolare in Franconia e in tutta la Germania.

## Morte
Fonti conflittuali collocano Geyer con la compagnia, o da solo a Rothingen all'indomani della battaglia di Frankenhausen. La Compagnia Nera fu falsamente informata della vittoria a Frankenhausen e cadde in un'imboscata fuori da Ingolstadt. Riuscirono a raggrupparsi, ritirarsi e fortificare il castello e la cattedrale della città. La cattedrale fu bruciata senza sopravvissuti e il castello fu preso dopo tre assalti. Una parte della Compagnia Nera si liberò, per poi rincontrarsi nei boschi vicini.
Non è dato sapere se Geyer avesse guidato la Compagnia Nera nella battaglia di Ingolstadt, oppure no. Più semplicemente, potrebbe essere rimasto bloccato a Rothingen per tutto il tempo in attesa di una scorta della Compagnia Nera. I successivi tentativi di cancellare la memoria della rivolta hanno oscurato questi dettagli. Tuttavia se Geyer era o non era a Ingolstadt poco importa, fatto certo e che era uno degli ultimi sopravvissuti dell'esercito di Müntzer.
Nella notte tra il 9 al 10 giugno 1525 fu contattato a Würzburg da due servitori di suo cognato Wilhelm von Grumbach, che avevano l'intenzione dichiarata di aiutarlo a riaccendere la Guerra dei contadini. Mentre viaggiavano insieme, hanno pugnalato Geyer a morte nella foresta di Gramschatz vicino a Würzburg. La posizione dei suoi resti è sconosciuta.

## Nella cultura popolare
La sua figura ispirò romanzi (R. Heller) e drammi, fra cui uno di Gerhart Hauptmann (1895).